# Gorges d'Ehujarre
Les gorges d'Ehujarre sont situées dans les Pyrénées basques, en Haute-Soule dans le département des Pyrénées-Atlantiques en région Nouvelle-Aquitaine. Elles résultent de l'érosion de roches calcaires par l'eau qui descend des sommets environnants.
Ces gorges sont utilisées comme voie de transhumance vers le pic de Lakhoura et les pâturages d'altitude.